# Czechówka (Petite-Pologne)
Pour les articles homonymes, voir Czechówka.
Czechówka est une localité polonaise de la gmina de Siepraw, située dans le powiat de Myślenice en voïvodie de Petite-Pologne.